# Jaime Pizarro
Jaime Augusto Pizarro Herrera (Santiago, 2 de março de 1964) é um ex-futebolista, ex-treinador de futebol e político chileno. É um dos maiores jogadores da história do Colo-Colo.

## Carreira como jogador
Pizarro jogou no Colo-Colo entre 1982 e 1993. Passou também por Argentinos Juniors, Barcelona de Guayaquil, Tigres, Palestino e Universidad Católica, sem muito sucesso. Se aposentou em 1999.

## Carreira como treinador
Apos dar fim á sua carreira como jogador, Pizarro virou treinador. Sua primeira equipe na nova função foi o Colo-Colo, treinando também o Audax Italiano e o Palestino.

## Seleção Chilena
Pizarro jogou pela Seleção Chilena de Futebol entre 1987 e 1993. Participou das eliminatórias para a Copa do Mundo FIFA de 1990, onde o Chile acabou banido em virtude do "teatro" armado pelo goleiro Roberto Rojas no jogo contra a Seleção Brasileira de Futebol.
Participou também de quatro edições da Copa América.

## Política
Em 30 de julho, a presidente chilena, Michelle Bachelet, nomeou Jaime Pizarro subsecretário de esportes do país, depois da demissão do antigo dono da pasta, Ricardo Vorpahl.